# 中谷一郎
中谷 一郎（、1930年10月15日 - 2004年4月1日）は、日本の俳優。本名は中村 正昭（なかむら まさあき）。北海道札幌市出身。妻は俳優座の女優・美苗。

## 来歴・人物
北海道立札幌第一高等学校（現・北海道札幌南高等学校）卒業。早稲田大学第一文学部仏文学科を中退。
親友から「新劇を受けたらどうだ」と助言を受け、演劇の道を志す。
1952年に俳優座に第4期生として入団。同期には仲代達矢・宇津井健・佐藤慶・佐藤允らがいる。なお、このうち佐藤允、仲代、中谷の3人は、後年岡本喜八監督作品の常連として喜八一家と呼ばれるようになり、佐藤慶も2本の岡本作品に出演している。舞台のみならず、映画・テレビで存在感のある脇役として活躍した。
1959年、岡本喜八監督による映画『独立愚連隊』で、独立愚連隊の異名を取る日本軍はぐれ者部隊の隊長に扮して、注目を集める。以後、岡本作品の常連となり、『顔役暁に死す』『戦国野郎』『ああ爆弾』などでは準主役的な役どころでたびたび起用された。また私生活では、岡本監督の敷地にある別棟に長年下宿していたほどで、岡本とその家族との絆は後年まで強いものがあった。また、外国テレビドラマ『ライフルマン』では、主演のチャック・コナーズの吹替えを担当した。
映画では、誠実さと豪放磊落（）さ、謎めいた面を併せ持った男っぽいキャラクターが持ち味だが、悪役も得意とする。山本薩夫監督の『金環蝕』では、自民党幹事長時代の田中角栄をモデルとした政治家に扮し、見事なそっくりさんぶりを発揮した。『日蓮』（1979）でも弾圧の指揮を執る鎌倉幕府の実力者・平頼綱に扮している。また舞台では、仲代達矢の俳優座退団後、加藤剛と共に劇団を支える屋台骨的存在であった。
1969年、俳優座の先輩・東野英治郎の誘いでテレビ時代劇『水戸黄門』に第1部から初代風車の弥七役でレギュラー出演。そのニヒルで渋い演技と存在感で人気を集め、東野が黄門役を引退した際、弥七役降板を申し入れたが、番組プロデューサーの逸見稔に「降りるなら番組自体を終わらせる」と強引に引き止められたエピソードがあるほどに、『水戸黄門』には欠かせない存在となった。その後も大腸癌、糖尿病などの病と闘いながら弥七役として活躍したが、体調不良のため頻繁に休演するようになり、殺陣の場面にも参加しないことが増えていった。第22部放送中に大腸癌で倒れて手術・療養し、その後始まった第23部には病気回復を待って第34話「狸がくれた赤ん坊 -信楽-」から出演となり、第23部での出演は合計7話分となった。中谷弥七の最終シリーズとなった第27部では合計3話分のみに出演、第17話「殿に教えた米の味 -象潟-」から出演し、第19話「二人のご隠居 -村上-」を最後に長期休演。第28部の番宣ポスターにもその姿と名前があったものの本編には登場せず、そのまま復帰することはなく事実上の降板となり、その後内藤剛志が後任となった。出演回数は歴代のレギュラー出演者では第4位の687回。
また、必殺シリーズ第3弾となる『助け人走る』では、女好きの殺し屋・辻平内を演じ、コミカルな一面でも人気を博した。
昔、街で子供に「弥七だ」と声をかけられたことを『徹子の部屋』で話していたが、その時に声をかけた子供が、実は石橋貴明だったというエピソードがある（石橋本人談）。また、プロレスラーのジャイアント馬場も『水戸黄門』の大ファンで、中谷と出会った時には名前が分からず「おう、弥七」と言ってしまったという。
2003年7月25日、放送1000回を記念した『水戸黄門』の歴代キャストが集合したTBS系列で放送された特別番組において、中谷がVTRで出演し、久々に姿を見せたが、これが事実上最後のテレビ出演となった。同年12月15日放送の『水戸黄門 1000回記念スペシャル』では過去のレギュラー出演者たちが出演したが、中谷は過去のVTRを使用する形で出演した。
2004年4月1日午前9時42分、咽頭癌のため東京都豊島区の病院で死去。73歳没。葬儀では、2代目佐々木助三郎および5代目水戸光圀役の里見浩太朗が弔辞を読んだ。
その後、第27部限りで消えていた『水戸黄門』風車の弥七役が中谷の死から3年後の2007年に内藤剛志に引き継がれることとなった。
顔立ちが非常に似ているため、俳優仲間からは「ミンクさん」という愛称で呼ばれていた。

## エピソード
中谷は所属する俳優座の大先輩東野英治郎に誘われて『水戸黄門』に出演することとなったが、始まる直前「そう長くは続かないな……」とつぶやいていた。理由は本人いわく「今さらやる必要があるものなのか」と疑問を持つほど古臭い代物であったこと、当時東野は悪役専門であったため観る人がいないのではという不安、主題歌「ああ人生に涙あり」のメロディが暗い、の3点。しかし本人の不安に反し、東野黄門は第1部からシリーズを重ねるごとに視聴率が上昇していった。結果的には引き受けて良かったわけであるが、中谷はなぜ続いているかについて「レギュラーとして出演する俳優は芝居をするな」と東野からアドバイスされたからだと明かしている。
中谷によると、最初は試行錯誤の連続だったこともあって東野らレギュラー俳優も芝居をしていたが、第3部辺りになると東野が「長く続けるには芝居ばっかりしていたら飽きられる」とレギュラー俳優にアドバイスしていた。その結果、定番の印籠シーンが生まれた。また、中谷が演じた風車の弥七は、黄門一行がピンチになると風車形の手裏剣を悪人に投げつけて、屋根などから「宙返り」をしながら飛び降りてきて登場し、悪人たちと大立ち回りを演じた末に一行を救うというパターンが定着する。東野は『水戸黄門』をライフワークにすると決めていた。定番シーンをやるべきだとアドバイスしていたため、東野はかなり先を見ていたことになる。
ちなみに中谷は、東野が芝居をしない代わりに考え付いたものが、有名な「カッカッカッカッ……」という高笑いであると明かしている。
ジャイアント馬場からはプライベートで会う時も含めて、役名の「弥七」で呼ばれていた。
実家は美容院。6人兄弟の長男であり、姉は小児科医。弟は小樽ベイシティ開発社長を務めた中村憲正。

## 出演作品

### 映画
- 囚人船（1956年、東宝）[1]
- 空の大怪獣 ラドン（1956年、東宝） - 仙吉[5][1][2]
- 三十六人の乗客（1957年、東宝） - 山岡
- 第五福竜丸（1959年、近代映画協会+新世紀映画）
- 愚連隊シリーズ（東宝）
  - 独立愚連隊（1959年） - 石井
  - 独立愚連隊西へ（1960年） - 早川
  - どぶ鼠作戦（1962年） - 三好軍曹
- 暗黒街の対決（1960年、東宝） - 望月次席
- 武器なき斗い（1960年、東宝） - 本田
- 暗黒街の弾痕（1961年、東宝） - 小松静夫
- 顔役暁に死す（1961年、東宝） - 松井
- 用心棒（1961年、東宝） - 斬られる凶状持
- 暗黒街撃滅命令（1961年、東宝） - 神谷刑事
- 切腹（1962年、松竹） - 矢崎隼人
- 暗黒街の牙（1962年、東宝） - 須藤
- 太平洋の翼（1963年、東宝） - 中村上飛曹[5]
- 憂愁平野 (1963年、東京映画） - 木次茂夫
- 戦国野郎（1963年、東宝） - 銅子播磨
- 秘剣 （1963年、東宝）
- 男の紋章シリーズ（日活） - 井沢
  - 続男の紋章（1963年）
  - 男の紋章 風雲双つ竜（1963年）
- ああ爆弾（1964年、東宝） - 矢東弥三郎[1]
- 夕陽の丘（1964年、日活） - 森川
- 眠狂四郎（市川雷蔵版）（大映）
  - 眠狂四郎女妖剣（1964年） - 武部光源
  - 眠狂四郎多情剣（1966年） - 下曽我典馬
- 黒い海峡（1964年、日活）
- 怪談（1965年、東宝） - 貴人（「耳無芳一の話」）[6]
- 網走番外地シリーズ（東映）
  - 続 網走番外地（1965年） - 吉山
  - 網走番外地 望郷篇（1965年） - 猛
  - 網走番外地 吹雪の斗争（1967年） - 南海
- スパイ（1965年、大映） - 井村仙一
- 大菩薩峠（1966年、東宝） - 宇津木文之丞
- 大殺陣 雄呂血（1966年、大映） - 真壁十郎太
- 女は復讐する （1966年、松竹） -
- 兵隊やくざ 脱獄（1966年、大映） - 永井中尉
- 男の顔は履歴書（1966年、松竹） - 崔文喜
- 日本暗黒街（1966年、東映） - 巽浩介
- 牙狼之介 地獄斬り（1967年、東映） - 風間一角
- 東宝8.15シリーズ（東宝）
  - 日本のいちばん長い日（1967年） - 黒田大尉
  - 連合艦隊司令長官 山本五十六（1968年） - 陸軍辻参謀[5][1]
  - 激動の昭和史 軍閥（1970年、東宝） - 佐野
  - 激動の昭和史 沖縄決戦（1970年、東宝） - 上野参謀長[5]
- ある殺し屋の鍵（1967年、大映） - 石野
- 肉弾（1968年、ATG） - 憲兵
- 鉄砲伝来記（1968年、大映）
- 無頼 黒匕首（1968年、日活） - 三浦健介
- 風林火山（1969年、東宝） - 内藤修理
- 人斬り（1969年、大映） - 京都所司代与力
- 赤毛（1969年、東宝） - ナレーター
- 天狗党（1969年、大映） - くらやみの長五郎
- 眠狂四郎卍斬り（1969年、大映） - 奥村弁次郎
- 極悪坊主 念仏三段斬り（1970年、東映） - 会津竹五郎
- 富士山頂（1970年、日活） - 岡田
- 殺し屋人別帳（1970年、東映） - 木口
- 戦争と人間 第一部 運命の序曲（1970年、日活） - 河本大作大佐
- 狐のくれた赤ん坊（1971年、大映） - 丑五郎
- いのちぼうにふろう（1971年、東宝） - 八丁堀同心・岡島
- 子連れ狼 死に風に向う乳母車（1972年、東宝） - 柳生の侍
- 無宿（1974年、東宝） - 辰平
- 俺の血は他人の血 (1974年、松竹)
- サンダカン八番娼館 望郷（1974年、東宝） - 山本技師
- 新仁義なき戦い（1974年、東映） - 難波茂春
- 暴動島根刑務所（1975、東映） - 古沢弥三郎
- 金環蝕（1975年、東宝） - 斎藤荘造
- 化石（1975年、東宝） - 一鬼泰介
- 不毛地帯（1976年、東宝） - 秦彦三郎関東軍総参謀長
- 続・人間革命（1976年、東宝） - 加藤
- 姿三四郎（1977年、東宝） - 門馬三郎
- 北陸代理戦争（1977年、東映） - 吉種正和
- 柳生一族の陰謀（1978年、東映） - 天野刑部
- ダイナマイトどんどん（1978年、東映） - 香取祐一
- ブルークリスマス（1978年、東宝） - 宇佐美幕僚長
- 水戸黄門（1978年、東映） - 風車の弥七
- 英霊たちの応援歌 最後の早慶戦（1979年、東宝） - 須藤司令
- 日蓮（1979年、松竹） - 平左衛門頼綱
- 日本の黒幕（1979年、東映） - 吉野壮吉
- 連合艦隊（1981年、東宝） - 有賀大和艦長[5][1]
- 日本の熱い日々 謀殺・下山事件（1981年、松竹） - 遠山部長
- 孫文（1986年、中国映画） - 頭山満
- 次郎物語（1987年、東宝） - 東医師
- 大誘拐 RAINBOW KIDS（1991年、東宝） - テレビ和歌山社長
- 復活の朝（1992年、松竹） - 高樹恭造

### テレビドラマ
- ダイヤル110番（1957年、NTV）
- お気に召すまま 第9話「挑戦者」（1962年、NET）
- 松本清張シリーズ・黒の組曲 第36話「俺は知らない」（1962年、NHK） - 銀助
- 刑事（デカ）（1965年、CX）
- 東京警備指令 ザ・ガードマン（TBS / 大映テレビ室）
  - 第3話「黒いアスファルト」（1965年）
  - 第45話「女は見ていた」（1966年）
  - 第60話「裁くのは俺だ!」（1966年）
- ナショナルゴールデン劇場（NET）
  - 逃亡（1966年）
  - 葦の浮舟（1971年）
- 築山殿始末 (1966年、CX）
- 大河ドラマ / 三姉妹（1967年、NHK） - 榎本釜次郎
- ゴメスの名はゴメス（1967年、CX） - 魯奇刑事
- 木下恵介アワー / 3人家族（1968年、TBS） - 沢野（写真家）
- ナショナル劇場（TBS）
  - 水戸黄門（C.A.L）
    - 第1部 - 第27部、1000回記念スペシャル（1969年 - 1999年、2003年） - 初代風車の弥七[注釈 4]
    - 第6部 第14話「弥七二人旅 -津山-」（1975年6月30日） - 疾風の伊三郎（一人二役）
    - 第9部 第12話「二人いた弥七 -新潟-」（1978年10月23日） - 勇蔵（一人二役）
    - 第11部 第24話「弥七に似てた三度笠 -館山-」（1981年1月26日） - 追分の半次（一人二役）
    - 第15部 第16話「弥七に似ていた風来坊 -広島-」（1985年5月13日） - 喜三郎（一人二役）
    - 第21部 第2話「陰謀暴いた風車 -高山-」（1992年4月13日） - 弥市（一人二役）
    - 第22部 第31話「弥七は夫の敵! -新発田-」（1993年12月13日） -  時雨の音吉（一人二役）

  - 江戸を斬るII（C.A.L） - 千葉周作
    - 第1話「江戸を斬る」（1975年11月10日）
    - 第28話「天保の夜明」（1976年5月17日）
- 鬼平犯科帳（松本幸四郎版）第8話「密偵（いぬ）」（1969年、NET / 東宝）- 乙坂の庄五郎
- 柳生十兵衛（1970年 - 1971年、CX / 東映） - 奥平図書助
- キイハンター 第181話「死体が私を殺しに来た!」（1971年、TBS / 東映）
- 大江戸捜査網 （12ch / 日活・三船プロ） 
  - 第78話「悪人と笛吹き少女」（1972年） - 佐太郎
  - 第169話「血ぬられた黄金の罠」（1974年） - 辰平
  - 第218話「富士に響く銃声!」（1977年） - 間垣源十郎
- 必殺シリーズ（ABC / 松竹）
  - 助け人走る（1973年） - 辻平内
  - 必殺仕業人 第24話「あんた、この替玉をどう思う」（1976年） - おでん屋[注釈 5]
- 右門捕物帖 第36話「兄弟」（1974年、NET / 東映） - 佃の仙太郎
- 座頭市物語 第10話「やぐら太鼓が風に哭いた」（1974年、CX / 勝プロ） - 赤岩の松五郎
- 鬼平犯科帳 第12話「凄い奴」（1975年、NET） - 井関録之助
- 傷だらけの天使 第18話「リングサイドに花一輪を」（1975年、NTV / 東宝） - 工藤
- 俺たちの勲章 第1話「射殺」（1975年、NTV / 東宝） - 島貫刑事
- 賞金稼ぎ（1975年、NET / 東映） - 謝花兵馬
- 太陽にほえろ!（NTV / 東宝）
  - 第149話「七曲藤堂一家」（1975年） - 神原検事
  - 第687話「男と女の関係」（1986年） - 小田切達明（弁護士）
- Gメン'75（TBS / 東映）
  - 第18話「警察の中のギャング」（1975年） - 高見沢捜査課長
  - 第111話「Gメン対県警・女子大生殺し」（1977年） - 吉永警部
- はぐれ刑事 第7話「蒸発」（1975年、NTV / 国際放映） - 三好刑事
- 松本清張シリーズ・愛の断層（1975年、NHK） - 桑山常務
- 破れ傘刀舟 悪人狩り 第64話「悪徳の勲章」（1975年、NET / 三船プロ） - 黒岩源八
- 花吹雪はしご一家（1975年 - 1976年、TBS） - 佐々木鷹之助
- 徳川三国志（1975年 - 1976年、NET / 東映） - 幡随院長兵衛
- 新選組始末記（1977年、MBS） - 清河八郎
- 新幹線公安官（1977年、ANB / 東映） - 乾信三
- 江戸の鷹 御用部屋犯科帖（1978年、ANB / 三船プロ） - 一柳角太郎
- 大空港 （1979年、CX / 松竹）
  - 第26話「真実の愛 空港ホテル殺人事件の謎を追え!」 - 須坂千吉
  - 第58話「慟哭する加賀警視 たとえ花びらは散っても!」 - 浅見総一郎
- 帝銀事件 大量殺人・獄中三十二年の死刑囚（1980年、ANB / 松竹） - 明石警部補
- 鬼平犯科帳（1980年、ANB / 東宝） - 大滝の五郎蔵
- 木曜ゴールデンドラマ / 霧降山荘殺人事件（1980年、YTV）
- 非情のライセンス 第3シリーズ 第18話「兇悪の眼・キャリアウーマン殺人事件」（1980年、ANB / 東映） - 立川守
- 蒼き狼 成吉思汗の生涯（1980年、ANB / 国際放映） - トオリル・ハン
- 警視庁殺人課（1981年、ANB / 東映） - 殺人課警部補・額田司郎（通称：ビショップ）
- 時代劇スペシャル（CX）
  - 着ながし奉行（1981年） - 堀郷之助
  - 清水次郎長 「男の涙・石松の最后」（1982年）- 佐久間象山
  - 道場破り（1982年）
  - 丹下左膳 剣風!百万両の壺（1982年）- 大岡越前守
  - 地獄の左門十手無頼帖 「女菩薩供養」（1983年、東映） - 藤岡重三郎
- 土曜ワイド劇場 / 松本清張の風の息（1982年、ANB / 松竹） - 原文夫
- あっけらかん（1982年、NTV / アズバーズ） - 長井信太郎
- ザ・サスペンス / 松本清張の時間の習俗（1982年、TBS / 大映テレビ） - 峰岡周一
- 火曜サスペンス劇場（NTV）
  - 炎の記憶（1982年）
  - 闇を裂く一発（1982年）
  - 母の証言（1985年）
  - 不運な女（1985年）
  - 深夜の偶然（1991年）
- 月曜ワイド劇場（ANB）
  - わが子を誘拐した女（1982年）
  - 想い出のグリーングラス（1984年）
  - 美貌のメス（1985年）
- 金曜女のドラマスペシャル（CX）
  - 一幕の夢（1986年）
  - 蛇苺（1987年）
- 女ふたり捜査官 スペシャル（1986年、ABC / テレパック）
- 年末時代劇スペシャル / 田原坂（1987年、NTV / ユニオン映画） - 川路利良
- 鬼平犯科帳 スペシャル / 殿さま栄五郎（1990年、CX / 松竹） - 火間虫の虎次郎
- ご存知!旗本退屈男VIII 琉球王朝に渦巻く暗雲!謎の舞姫と首里城の秘宝!三日月傷、海を渡る!!（1993年、ANB / 東映） - 和倉武十郎
- 荒木又右衛門　男たちの修羅（1994年、TX） - ナレーター

### 吹き替え

#### 担当俳優
- カーク・ダグラス 
  - OK牧場の決斗（ドク・ホリデイ）
  - ガンヒルの決斗（マット・モーガン）
  - ザ・ビッグマン（スティーブ）

#### 映画
- アメリカを震撼させた夜（ハンク・マルドゥーン〈ヴィック・モロー〉）
- 衝撃の告発！QBセブン（サー・アダム・ケルノ〈アンソニー・ホプキンス〉）
- バッジ373（エディ・ライアン〈ロバート・デュヴァル〉）
- ライフルマン（ルーカス・マケイン〈チャック・コナーズ〉）

#### ドラマ
- 刑事コロンボ 野望の果て（ネルソン・ヘイワード〈ジャッキー・クーパー〉）
- 地上最強の美女バイオニック・ジェミー #15（ラッキー・ハリソン〈エド・ネルソン〉）

### 人形劇
- 西遊記（1988年、松竹） - 孫悟空